# Джигурда, Ольга Петровна
Ольга Петровна Джигурда (7 декабря 1901, Печенеги, Харьковская губерния — 10 декабря 1986, Запорожье) — советский деятель здравоохранения, заслуженный врач УССР, врач-хирург, писательница. Участница Великой Отечественной войны. Почётный гражданин города Запорожье.

## Биография
Родилась в 1901 году в селе Печенеги Харьковской области в семье земского врача Джигурды Петра Ивановича (1875—1943), позже семья переехала в Волчанск, в 1919 году Ольга закончила на отлично женскую гимназию.
Окончила в 1925 году Харьковский медицинский институт. В 1934 году переехала в Запорожье, работала участковым врачом-фтизиатром в противотуберкулезном диспансере.
Была призвана в армию 24 июня 1941 года, с ноября 1941 года по 10 июня 1942 года работала врачом на санитарном транспорте «Абхазия», после гибели корабля спасала раненых в подземном госпитале Инкермана, эвакуировалась последней, работала в госпиталях на Кавказе, авиационная база 29, потом в Севастополе, ВМГ 40 мед. СанО ЧФ, после войны работала хирургом военно-морского госпиталя Черноморского флота до 1949 года.
Награждена орденом Отечественной войны II степени, орденом Трудового Красного Знамени и шестью медалями, подполковник медицинской службы.
В 1949 году уволилась с Черноморского флота и переехала в Запорожье. В 1949 году принята в Союз писателей — русскоязычная украинская писательница. Автор нескольких прозаических книг.
В 1967 году присвоено звание «Заслуженный врач УССР». Звание «Почётный гражданин города Запорожье» присвоено решением городского совета от 04.09.1970 № 393.
На пенсию ушла в 80 лет.
Похоронена на Капустяном кладбище в Запорожье.

## Творческие достижения
Первые её публикации, напечатанные в журналах «Советский Крым» и «Знамя», привлекли к начинающему литератору внимание известных в то время писателей: Петра Павленко (1899—1951), Вадима Кожевникова (1909—1984), Петра Вершигоры (1905—1963), Александра Твардовского (1910—1971) и Александра Фадеева (1901—1956). В 1949 году Ольга Петровна была принята в члены Союза писателей СССР, что, как на то время, стало высокой оценкой сделанного им в литературе. В общем, её творчество оказалось небольшим — это три полудокументальные книги на военную тематику, написанные на русском языке:
- «Теплоход „Кахетия“»
- «Подземный госпиталь»
- «Тыловые будни»

## Награды[2]
- Орден Отечественной войны I степени (1985);
- Орден Отечественной войны II степени (26.12.1944);
- Орден Трудового Красного Знамени;
- Медаль «За победу над Германией в Великой Отечественной войне 1941—1945 гг.» (09.05.1945);
- Медаль «За оборону Севастополя» (22.12.1942);
- Медаль «За оборону Кавказа» (01.05.1944).

## Память
В Запорожье, по адресу пер. Дружный, 11, в доме, где жила Ольга Джигурда установлена мемориальная доска. На ней барельеф женщины в погонах и текст «В этом доме жила писательница — фронтовик, заслуженный врач Украины Джигурда Ольга Петровна». Вандалы похитили с доски сперва бронзовый барельеф теплохода «Абхазия», а позднее и портрет доктора.